# ハイブリッド・バトル
『ハイブリッド・バトル －プリウスVSインサイト－(Hybrid Battle)』は、ハイブリッドカーを駆る走り屋を題材にした日本の映画作品である。

## プロローグ
とある家庭で、クルマの買い換えに関する話が挙がった。その家庭の父親である半沢俊介(はんざわ しゅんすけ：石井正則)は自らのAE86レビンを手放すことを拒むものの、妻と子は独断でプリウスを購入してハチロクを下取りに出してしまった。そのせいで夜に俊介は妻と険悪なムードになるものの、妻子の胸中を聞いた結果仲直りした。数日後、プリウスで湾岸を走っていてZ33に煽られたことをきっかけに走り屋の血が目覚めてしまい、プリウスのチューニングを開始する。
しばらくして俊介が家族とドライブしているとチューニング済みのインサイトと出くわす。そのインサイトのオーナーは俊介とライバル関係にあった、かつてサイバーCR-X(VTEC)に乗っていた村上透(むらかみ とおる：山口祥行)だった。
作中ではチューニングショップのトップシークレットが実名で登場し、両車のチューニングを担当している。

## 劇中に登場する主な車種
- メインキャラクターの現在の車両
  - トヨタ・プリウス ZVW30
  - ホンダ・インサイト(ZE2)
- メインキャラクターの過去の車両
  - トヨタ・カローラレビン(AE86・3ドア)
  - ホンダ・CR-X(EF系。VTECと発言していることから、EF8と思われる。)
- その他登場車種
  - 日産・スカイラインGT-R （BCNR33)
  - 日産・フェアレディZ Z33
  - トヨタ・スープラJZA80改(通称V12スープラ、ピットでの作業シーンのみ)

## 関連サイト
- クロックワークス 作品公式サイト
- 作品トレーラー